# Польська народна партія «Визволення»
Польська народна партія «Визволення» або Польська селянська партія «Визволення» (пол. Polskie Stronnictwo Ludowe "Wyzwolenie", коротко ПНП «Визволення» PSL Wyzwolenie) польська партія, що функціонувала у Другій Речі Посполитій в міжвоєнний період (1915–1931).
Партію було засновано в Польському царстві, що входило до Російської імперії. На відміну від Польської народної партії «П'яст», була лівою і союзником Польської соціалістичної партії. ПНП «Визволення» підтримала травневий переворот 1926 року, але невдовзі дистанціювалася від Санації та перейшла в опозицію. В національному питанні мала досить ліберальну програму, висловлюючись за забезпечення національним меншинам Польщі основних національних прав. 1931 року разом із кількома іншими партіями утворила Народну партію. 
Серед відомих членів: Ґабріель Нарутович, Станіслав Туґутт, Ян Домбський, Томаш Ночницький, Максиміліан Малиновський.